# Tsunade
Tsunade (jap. 綱手) – żona ninjy Jiraiyi z japońskiego podania folklorystycznego Jiraiya Gōketsu Monogatari (jap. 児雷也豪傑譚).